# 서부붓꼬리왈라비
서부붓꼬리왈라비(Macropus irma)는 캥거루과에 속하는 캥거루속 유대류의 일종이다. 오스트레일리아 웨스턴오스트레일리아 주 남서부 해안 지역에서 발견된다. 가장 큰 멸종 위협 요인은 도입종 포식자인 붉은여우(Vulpes vulpes)이다. 여우 관리 프로그램 때문에 서부붓꼬리왈라비가 상당히 넓은 분포 지역을 유지하고 있고, 개체군이 안정적 또는 증가 추세라고 믿고 있어 국제 자연 보전 연맹(IUCN)이 "관심대상종"(LC, Least Concern Species)으로 지정하고 있다.
서부붓꼬리왈라비는 회색을 띠며, 얼굴과 팔다리 주변의 흰색(검은손왈라비라는 다른 통용명에도 불구하고)과 대비된다. 다른 캥거루과 동물과 달리 주행성 동물로 풀을 주로 먹는다.